# Прохаска, Викентий Иванович
Прохаска Викентий Иванович (англ. V.J. Prohaska; 1864 —1922) — гражданский инженер, архитектор, работал в Одессе.

## Биография
Родился в Богемии. Окончил Академию изящных искусств.
Путешествовал по Италии.
С 1893 года жил и работал в Одессе.
Член Одесского отделения Императорского Русского Технического Общества.
После окончания Гражданской войны (1922) руководил бригадой архитекторов и инженеров в Управлении городского недвижимого имущества, в конце 1922 покинул СССР.

## Известные работы
- Новая биржа (1894—1899)[2];

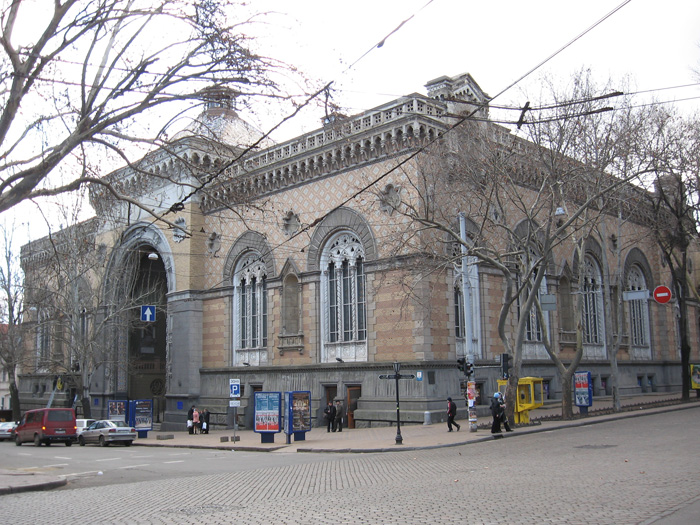
Новая биржа

- доходный дом Ксида (улица Еврейская, 12), 1899-1900;
- дача Ашкенази (Французский бульвар, 1901)[3];
- доходный дом Прокудина (площадь Льва Толстого), 1903[4];
- доходный дом М. и П. Фон-Деш (улица Гоголя, 21), 1909;
- доходные дома Котляревской и Ломейера (улица Успенская, 7 и 9), ?? и 1911;
- доходный дом Ближенского (улица Ямская, ныне Новосельского, 75), 1911;
- особняк Е. К. Петрококино (улица Белинского, ныне Леонтовича, 14), 1911;
- здание торгового дома Севастопуло (улица Екатерининская, 19), 1911-1912;
- доходные дома Соломос, 2 корпуса (улица Преображенская, 4), 1913;
- особняк Е. Я. Менделевича (Маразлиевская улица, 28), 1909;
- здание Акционерного общества Одесского частного ломбарда (улица Бунина, 12), 1906;
- здание Клуба приказчиков-христиан (улица Ямская, 100), 1914;
- доходный флигель Ближенского (Бунина, 21), нач. 1910-х гг.;
- дача Рено  (Французский бульвар, 15).